# Catasetum ollare
Catasetum ollare là một loài thực vật có hoa trong họ Lan. Loài này được Linden mô tả khoa học đầu tiên năm 1881.